# 22 Librae
Désignations
22 Librae est une étoile blanche de la séquence principale de magnitude 6,40 située dans la constellation de la Balance. Elle est distante de ∼ 379 a.l. (∼ 116 pc) du Système solaire.

## Observation
C'est une étoile située dans l'hémisphère céleste méridional. Grâce à sa position peu méridionale, elle peut être observée depuis la plupart des régions de la Terre, bien que les observateurs de l'hémisphère sud soient plus avantagés. Près de l'Antarctique, elle apparaît circumpolaire, alors qu'elle reste invisible près du cercle polaire arctique. Étant de magnitude égale à 6,4, elle n'est pas observable à l'œil nu ; pour pouvoir la voir, une simple paire de jumelles est suffisante.
La meilleure période pour son observation dans le ciel du soir tombe les mois d'été entre mai et septembre; depuis les deux hémisphères, la durée de visibilité reste significativement la même, grâce à la position de l'étoile non loin de l'équateur céleste.

## Caractéristiques physiques
22 Librae est une étoile blanche de la séquence principale de type spectral A1V ; elle a une magnitude absolue de 0,9 et sa vitesse radiale négative indique que l'étoile se rapproche du Système solaire. Son rayon est environ 2,9 fois plus grand que celui du Soleil. L'étoile est 29,5 fois plus lumineuse que le Soleil et sa température de surface est de 7 961 K.

## Compagnons
22 Librae possède deux compagnons. La composante désignée B est de magnitude 13,2, séparée par 11,1 secondes d'arc de l'étoile primaire, désignée A, et avec un angle de position de 275 degrés. La composante C est de magnitude 13,1, séparée par 35,7 secondes d'arc de A et avec un angle de position de 234 degrés.